# Cogue
On désigne par cogue (en vieux saxon der Koggen) un type de bateau utilisé en mer du Nord au cours du Moyen Âge.
Il s'agit d'un voilier de commerce qui fut utilisé puis armé contre la piraterie pour les échanges entre les ports de la Hanse ; on pouvait l'armer de canons. Elle possédait un mât et une voile carrée. Il y avait une nacelle de vigie juste sous la pointe du mât. Les cogues présentaient dès l'origine un château à l'étambot ; au cours du XIVe siècle, on leur adjoignit un château à l'avant du pont, ou gaillard d'avant.

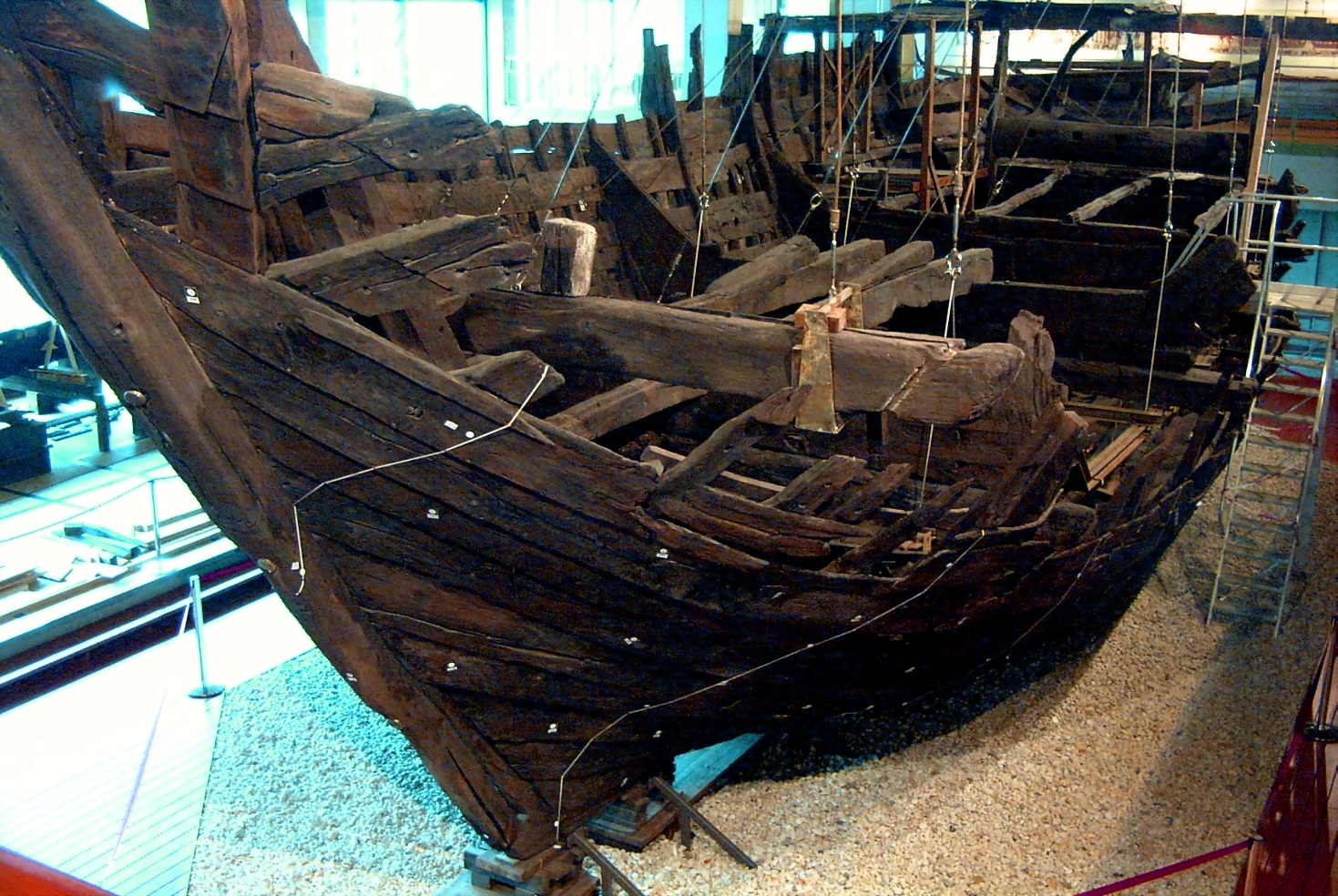
Une cogue de la Hanse daté de 1380, exposée au musée de Bremerhaven.

## Construction

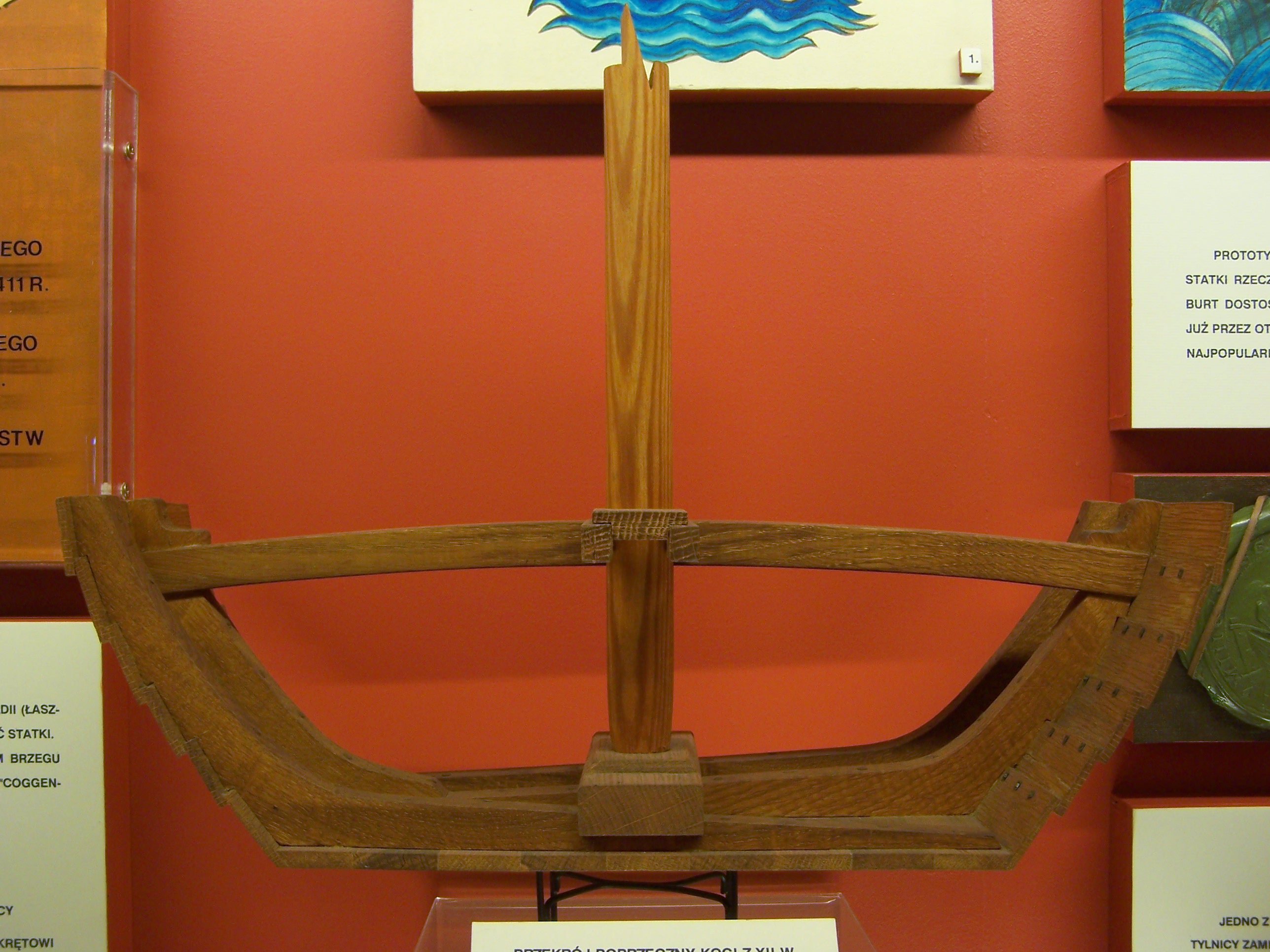
Section transverse d'une coque.

La cogue se caractérise par une coque dont le fond est plat et à franc-bord vers le milieu avec un relèvement progressif accompagné d'un recouvrement des virures vers l'étrave et l'étambot. Le bordé latéral est entièrement construit à clin, souvent depuis la lisse de bouchain, avec des rivets à double tête pour assembler les virures. La quille, ou pour mieux dire la lisse de quille, n'était qu'un peu plus épaisse que la virure de galbord adjacente et ne comportait pas de râblure. L'étrave comme l'étambot, rectilignes et relativement longs, étaient fixés à la quille par l'intermédiaire d'un massif. Les virures de fond s'aboutaient dans une râblure des massifs et de la quille et l'étambot, tandis que les virures supérieures étaient clouées sur les faces externes de l'étrave et l'étambot. 
Le calfatage consistait le plus souvent en mousse goudronnée insérée au maillet dans une rainure courbe, recouverte d'une latte de bois, et maintenue par des agrafes de métal, appelées en néerlandais sintels. Enfin, la structure de la cogue intégrait un gouvernail d'étambot suspendu, une innovation typique des ateliers du nord de l'Europe. Les cogues étaient initialement des bateaux creux sur lesquels on pouvait ramer sur de courtes distances. Au XIIIe siècle elles furent équipées d'un pont.

## Histoire

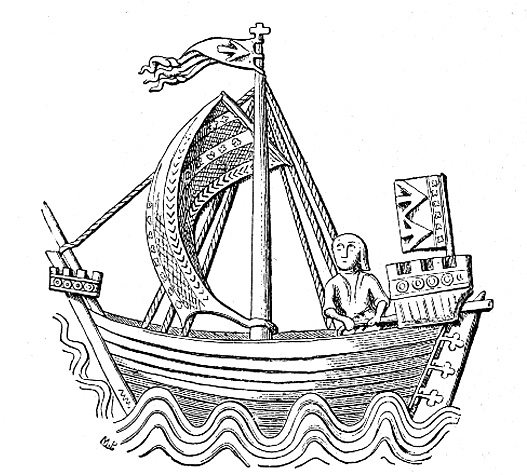
Le sceau de la ville de Stralsund avec une cogue.

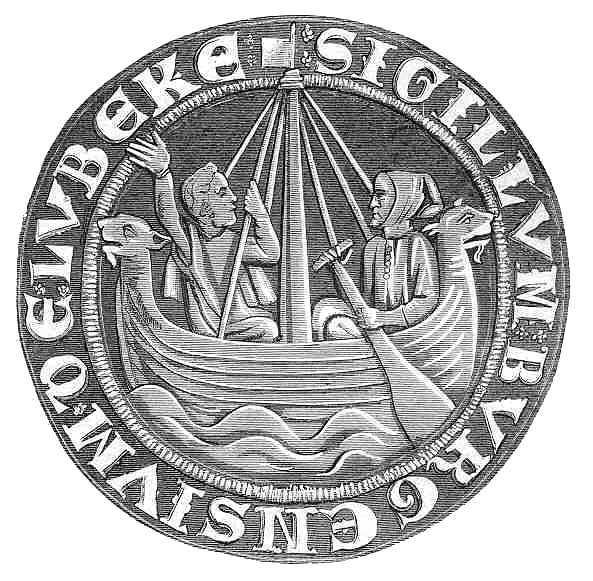
Le sceau de la ville de Lübeck comporte un dessin de cogue.

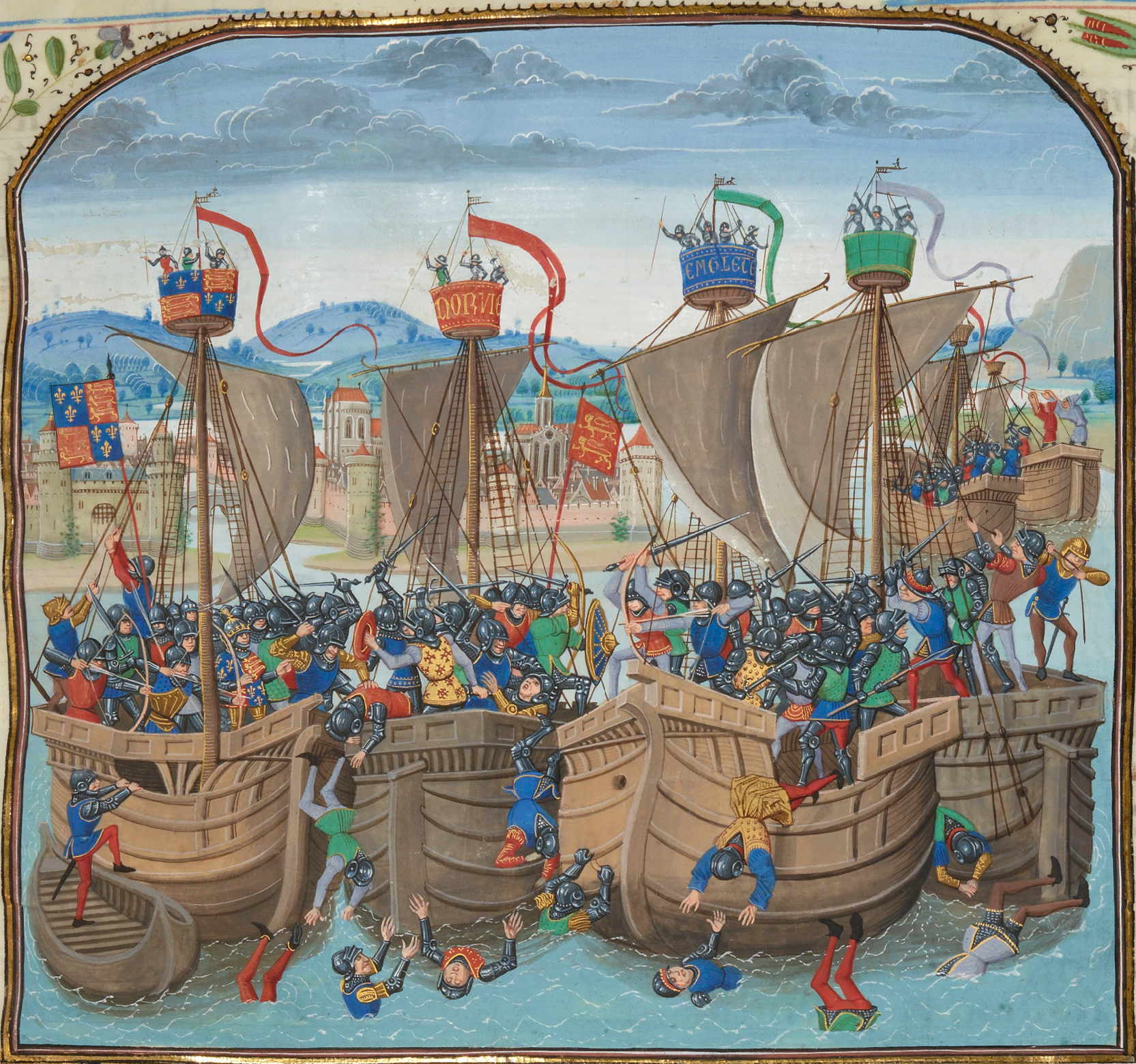
La bataille de l'Écluse.

Les cogues sont mentionnées pour la première fois en 948 à Muiden près d'Amsterdam. La conception de ces premières cogues doit beaucoup au knörr viking (longship) , qui était alors le principal navire commercial en Europe du Nord, et qui utilisait très certainement un aviron de direction, car rien n'indique la présence d'un gouvernail d'étambot en Europe avant 1240.
Selon les témoignages archéologiques, les premières évolutions vers la cogue médiévale nous transportent sur les côtes de Frise et le Jutland occidental, lieu de naissance possible de ce navire qui n'est alors qu'un bon caboteur. L’évolution de la cogue en un véritable cargo de mer résulte non seulement de l’intensification des échanges commerciaux entre l’ouest et l’est de la mer Baltique, mais également de l’envasement de l’embouchure occidentale du Limfjord : pendant des siècles, en effet, le Limfjord, au nord du Jutland, offrait le seul passage protégé des tempêtes entre la mer du Nord et la mer Baltique. Seulement, par ses conditions géographiques peu communes et la force des courants marins, ce passage s'était graduellement encombré de sable, de sorte qu’au XIIe siècle, il était devenu impraticable : les bateaux, de plus en plus massifs, ne pouvaient plus être halés à travers les bancs de sable.
D’un autre côté, la circumnavigation du Jutland supposait le franchissement du dangereux cap du Skagerrak pour atteindre la Baltique. Les armateurs réagirent en modifiant largement la structure traditionnelle de leurs cogues : on le constate à l’analyse des épaves les plus anciennes, comme celles de Kollerup, de Skagen et de Kolding. Le besoin en bateaux spacieux et relativement peu coûteux a ainsi mené au développement du premier cargo polyvalent de la Ligue Hanséatique : la cogue. Ce nouveau type de vaisseau, avec ses améliorations, n’était plus le simple caboteur des côtes de Frise mais un cargo hauturier robuste, qui pouvait croiser même dans les passes les plus périlleuses. Des gaillards de proue et de poupe furent rapportés pour protéger les cargaisons des pirates, puis pour convertir ces navires en vaisseaux de guerre, comme ce fut le cas à la bataille de l'Écluse.
Vers le XIVe siècle, la cogue atteignit ses limites structurelles, liées à la résistance limitée des constructions à clin. Le développement des échanges en Mer du Nord et les besoins d'accroissement de la cale, appelaient à nouveau à un changement de conception dans les arsenaux. Or il se trouve que la solution technique, la construction à franc-bord, était déjà connue des charpentiers de marine : encore fallait-il la transposer d'un type de navire à un autre. 
Lors des croisades (XIe et XIIe siècles), en effet, certaines cogues avaient dû traverser la Méditerranée ; elles mesuraient alors trente mètres de longueur, huit mètres de largeur, portaient deux mâts et jusqu'à six voiles. Elles s'étaient perfectionnées par l'incorporation non systématique d'éléments traditionnels en usage en Méditerranée. À long terme, ces modifications ponctuelles devaient bouleverser l'architecture des cogues. Quoiqu'il n'y ait aucune preuve que les caraques soient issues des cogues, il est clair que les XIVe et XVe siècles ont été témoins d'un transfert technologique intense entre les deux systèmes de bordage et de gréement. 
D'une manière générale, la transition des cogues aux caraques n'a été ni soudaine, ni même très directe. Selon quelques interprétations, ces deux types de navire ont coexisté pendant plusieurs siècles en suivant diverses lignes d'évolution.

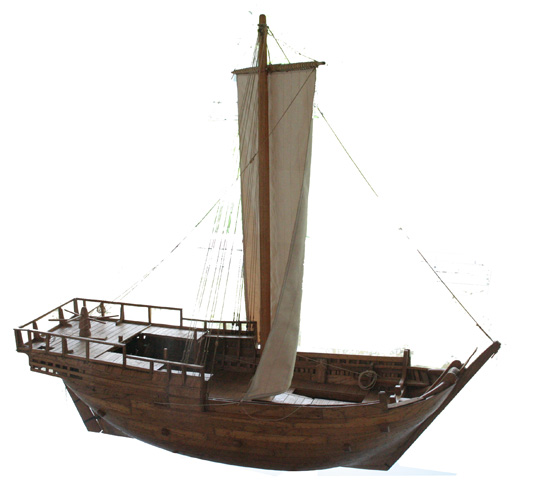
Maquette d'une cogue à Brême.
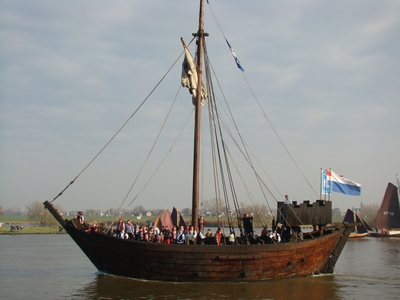
La cogue de Kampen, résultat d'un projet de reconstitution entre 1994 et 1998, en situation de navigation à Kampen.
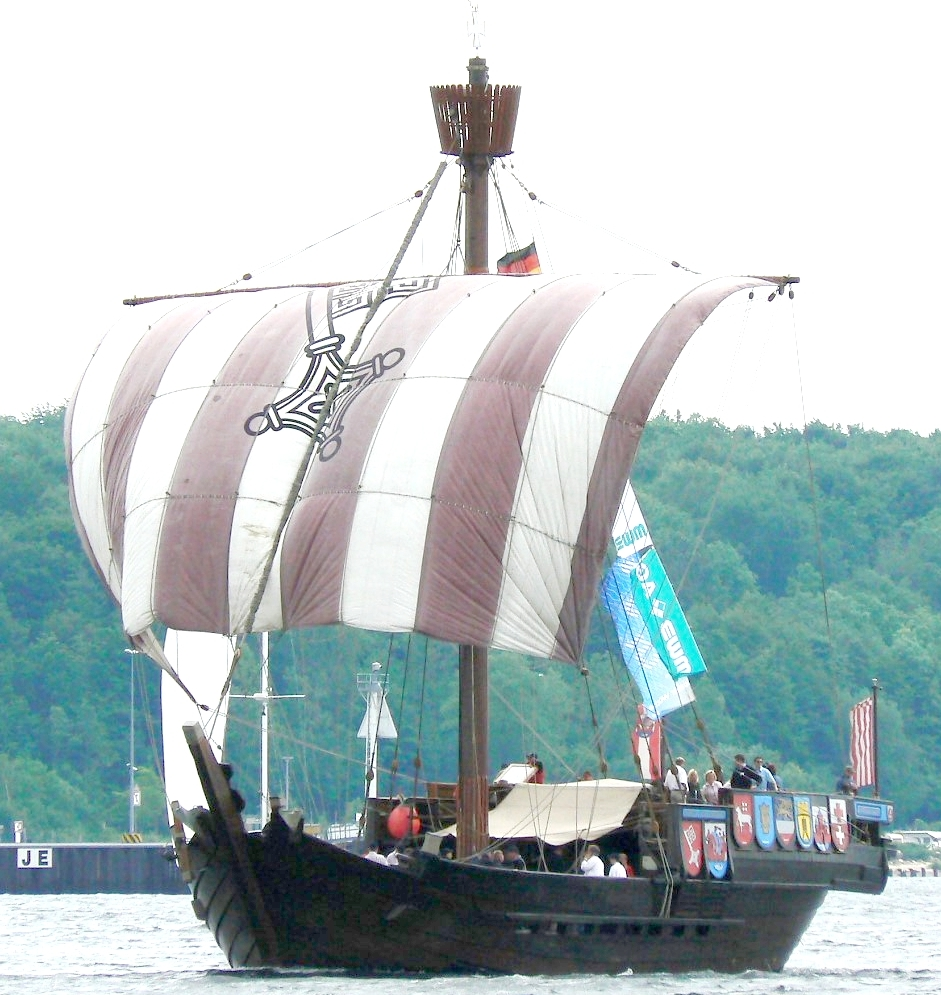
Une réplique de la cogue de Brême : notez le pont arrière, enfermant partiellement la cale, et le nid de pie.

#### Épaves et reconstitutions de cogues
- (nl) Cogue de Kampen
- (de) Cogue de Kiel - Kieler Hanse-Kogge
- (de) Cogue de Poel - Wissemara
- (de) Roland de Brême
- (de) Ubena de Brême
- (en) Pictures of the Kampen cog replica High resolution photos